# Phục bích tại Ba Lan và Litva
Phục bích (tiếng Trung: 復辟), còn được phiên âm là phục tích hay phục tịch, nghĩa đen là "khôi phục ngôi vua" là trường hợp một quân chủ đã từ nhiệm hoặc đã bị phế truất hay từng bị lật đổ bởi các cuộc cách mạng và đảo chính trong nước, thậm chí phải lưu vong do nạn ngoại xâm nhưng sau đó khôi phục lại được ngôi vị của mình. Dưới đây liệt kê những cuộc phục bích tại Ba Lan và Litva.

## Triều đại Piast
- Mieszko II (tại vị:1025–1031, phục vị:1032–1034)

Mieszko II đã buộc phải trốn thoát khỏi đất nước vào năm 1031 sau một cuộc tấn công đồng thời của Yaroslav I the Wise xứ Kiev và quân Đức, người đã đưa anh trai cùng cha khác mẹ của Mieszko II là Bezprym lên ngai vàng Ba Lan. Mieszko II đã lánh nạn ở Bohemia, nơi ông bị Công tước Oldrich giam cầm. Năm 1032, ông lấy lại quyền lực ở một trong ba quận, sau đó thống nhất đất nước, tận dụng tốt các cấu trúc quyền lực còn lại, đánh bại và sát hại Bezprym. Vào thời điểm này, một số vụ mua lại lãnh thổ Ba Lan của cha ông đã bị mất: Thượng Lusatia (còn được gọi là Milsko), một phần của Hạ Lusatia, Red Ruthenia, phần phía tây và trung tâm của Thượng Hungary (nay là Slovakia) và Moravia.

## Đại công tước xứKraków
- Mieszko III (tại vị:1173–1177, phục vị:1191, tái phục vị:1198–1199, hựu tái phục vị:1202)

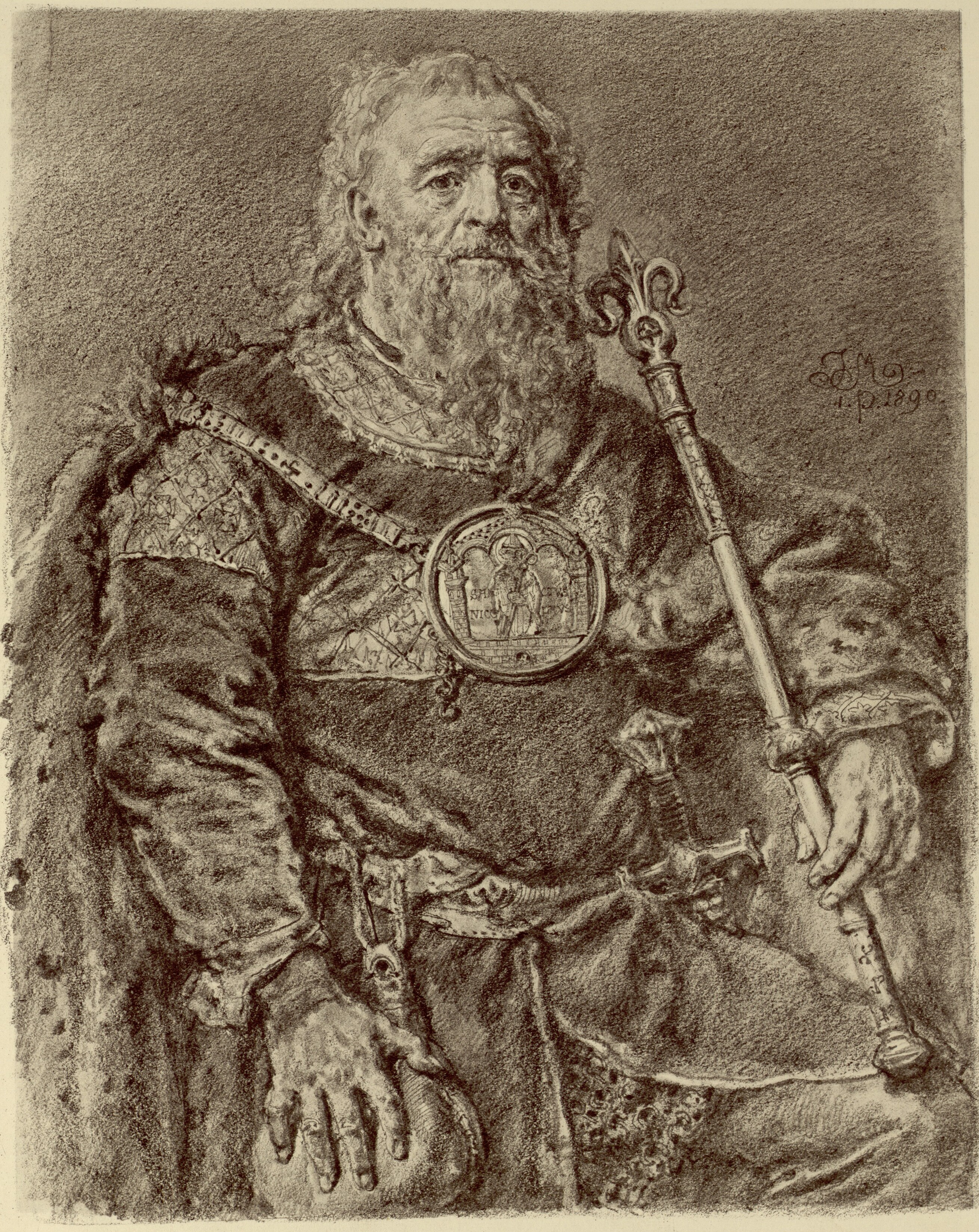
Mieszko III

Năm 1177, việc thực thi đầy đủ các quyền phát sinh từ cuộc biểu tình của hoàng tử đã dẫn đến cuộc nổi loạn của các ông trùm xứ Ba Lan, được hỗ trợ bởi Giám mục Krakow Gedko, Bolesław I Wysoki, Kazimierz II Sprawiedliwy và Odon (con trai cả của Mieszko III). Lý do cho sự nổi loạn của con trai Mieszko III là để ủng hộ con cái từ cuộc hôn nhân thứ hai và cố gắng hướng Odon đến một sự nghiệp tâm linh. Cuộc nổi loạn hoàn toàn làm Mieszko III ngạc nhiên, bởi vì ngay cả vào lễ Phục sinh, không có gì báo trước cuộc khủng hoảng, đặc biệt là đám đông xuất hiện trên đường phố do hoàng tử và quý tộc tổ chức cho Gniezno. Kazimierz II lên ngôi đại công, Mieszko III bỏ chạy hô hào quần chúng ủng hộ mình, các cuộc xung đột nổ ra tại Wielkopolska kéo dài đến năm 1179. Cuối cùng, thấy khả năng khó có thể tiếp tục kháng chiến, Mieszko III rút lui về Raciborz, nhưng trước sự vượt trội về quân sự của phiến quân, ông lại rời khỏi đó, buộc phải di cư chính trị. Mieszko III qua Tiệp Khắc (nơi mà con rể Sobiesław II từ chối giúp đỡ), rồi sang Đức (ở đây Mieszko trông cậy vào Hoàng đế Frederick Barbarossa, người mà ông đề nghị khôi phục ngai vàng nhưng cũng không thành công). Từ Pomerania, Mieszko III đã thiết lập mối liên hệ với những người ủng hộ của mình xung quanh tổng giám mục Gniezno, Zdzisław. Năm 1184, Mieszko III đã cố gắng thu hút số phận của mình với vua Đức Henry VI, điều này mang lại cho ông một khoản tiền đáng kể. Năm 1191, chính sách đối ngoại của Kazimierz II gây ra sự bất mãn của giới quý tộc Małopolska, do Henryk Kietlicz lãnh đạo. Với sự giúp đỡ của phe đối lập Małopolska, Mieszko III đã tiếp quản Cracow để xưng làm đại công lần thứ hai. Tuy nhiên, chỉ ít lâu sau, Kazimierz II đã nhanh chóng lấy lại địa vị cho đến khi qua đời năm 1194. 

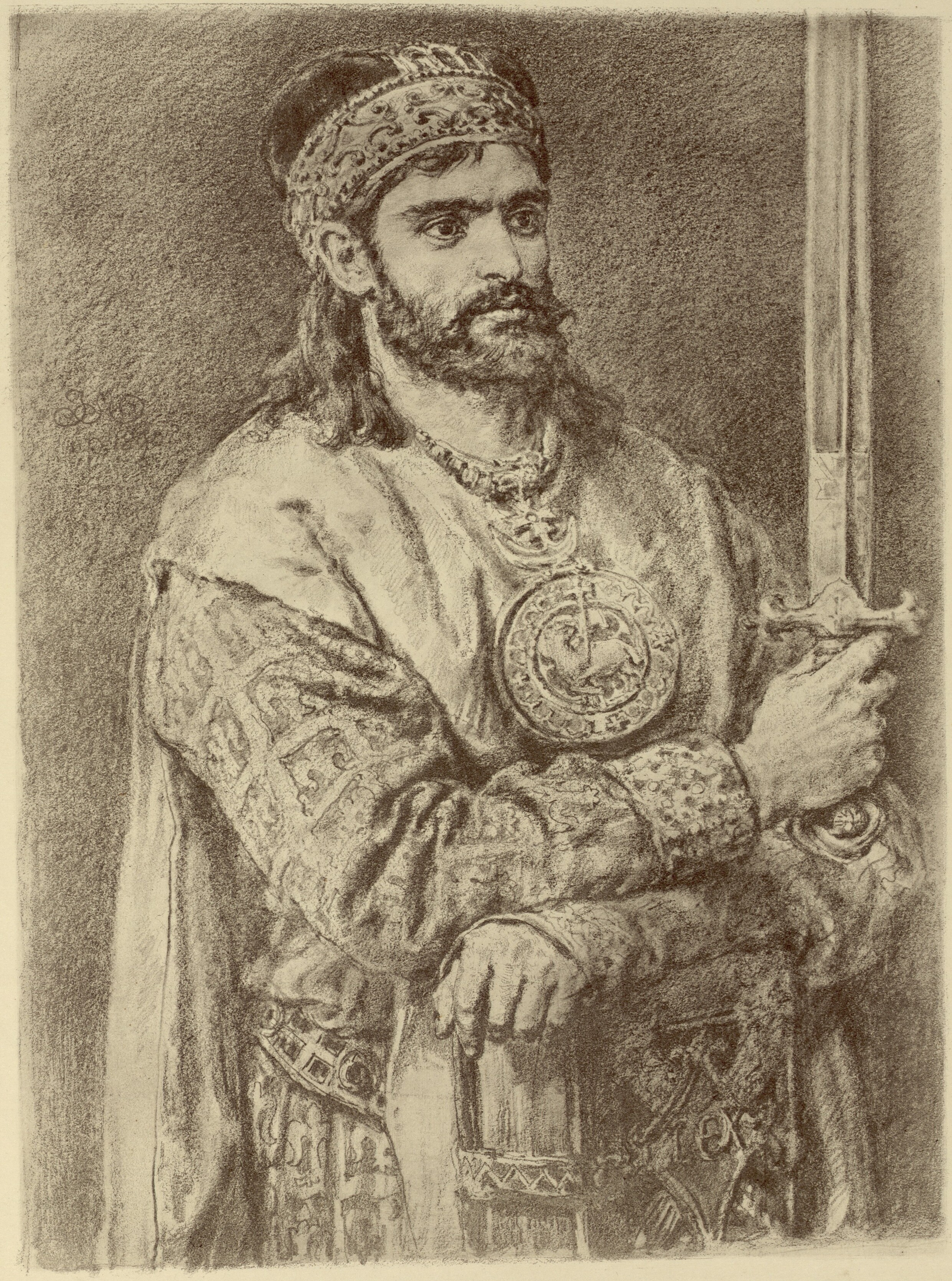
Kazimierz II

Leszek Biały nối ngôi qua làm đại công, nhưng bởi mới 9 tuổi nên một hội đồng nhiếp chính được lập ra đứng đầu là Helena Znojemska (mẹ của Leszek Biały), bên cạnh các thống đốc như: Voivode của Kraków, Mikołaj Gryfita và giám mục của Krakow, Pełka. Năm 1198, giành quyền lực lần thứ ba nhờ một thỏa thuận được ký kết với Helena Znojemska. Nhưng năm 1199, thống đốc của Kraków, Mikołaj và Giám mục Pelka tạm thời loại bỏ Mieszko III khỏi ngai vàng Kraków, nhưng trong cùng năm đó có một sự dàn xếp giữa họ, Leszek Biały lên ngôi. Mieszko III tuy vẫn giữ danh hiệu, nhưng ông phải từ bỏ một phần quyền lợi của mình. Năm 1102, Mieszko III đăng cơ trở thành hoàng tử khu vực cuối cùng có quyền lực trên toàn quốc ở Ba Lan, một thời gian ngắn sau thì ông qua đời.
- Kazimierz II (tại vị:1177–1191, phục vị:1191–1194)

Năm 1191, Kazimierz II bị Mieszko III đánh đuổi khỏi Kraków. Chẳng bao lâu, ông tập hợp được lực lượng đủ mạnh để khôi phục khi Mieszko III còn chưa kịp ổn định tình hình.
- Leszek Biały (tại vị:1194–1198, phục vị:1199–1202, tái phục vị:1206-1210, hựu tái phục vị:1211–1227)

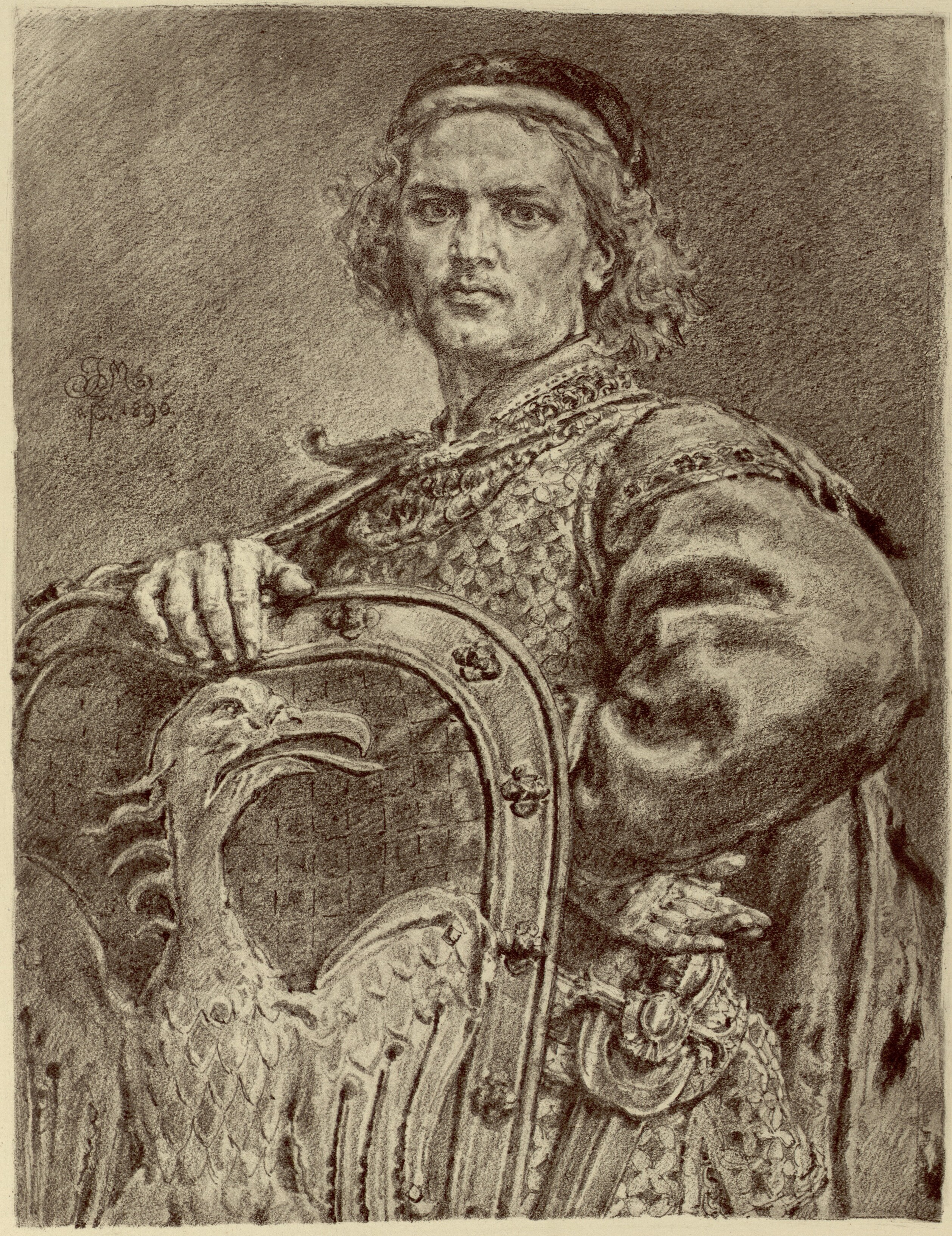
Leszek Biały

Năm 1198, sự từ chức chính thức của Leszek Biały lần đầu tiên diễn ra, khi Mieszko III lấy lại quyền lực ở quận cao cấp nhờ một thỏa thuận được ký kết với Helena Znojemska. Cái giá mà Leszek, Konrad và Helena Znojemska, người nắm quyền lực thay mặt họ, đồng ý với sự cai trị của Mieszko III, là sự công nhận của con trai lớn của Kazimierz the Righteous cho người kế vị ở Lesser Ba Lan và trao cho họ Kujawy, bị trục xuất vào năm 1194 mất sau cái chết của Leszek Bolesławowica vào năm 1186. Năm 1199, Leszek Biały trở lại nắm quyền cho đến năm 1202 thì bị mất ngôi lần thứ nhì bởi Mieszko III, sau đó ít lâu nhân cơ hội Mieszko III chết, Władysław III đoạt được quyền lực cho đến năm 1206 ông giành lại địa vị lần thứ ba. Năm 1210, Giáo hoàng Innocent III, theo yêu cầu của công tước Silesian Henry Bearded, đã quyết định khôi phục nguyên tắc của một cấp cao dưới sự đe dọa của lời nguyền. Sự kiêu ngạo chiếm ưu thế trên toàn quốc và Đức Tổng Giám mục Gniezno đã gọi một Thượng hội đồng ở Borhotowa, nơi nó được dự định để cố gắng khắc phục vấn đề. Mieszko I Plątonogi sử dụng sự hỗ trợ của gia đình Griffin hùng mạnh, ông ta đã đi đến người đứng đầu quân đội đến Krakow, nơi Leszek Biały rơi vào tình trạng hỗn loạn quyết định phải bỏ chạy. Nhưng khi Mieszko I Plątonogi từ trần năm 1211, Leszek Biały đã lại lên ngai vàng lần thứ tư, ông cai trị đến cuối đời.

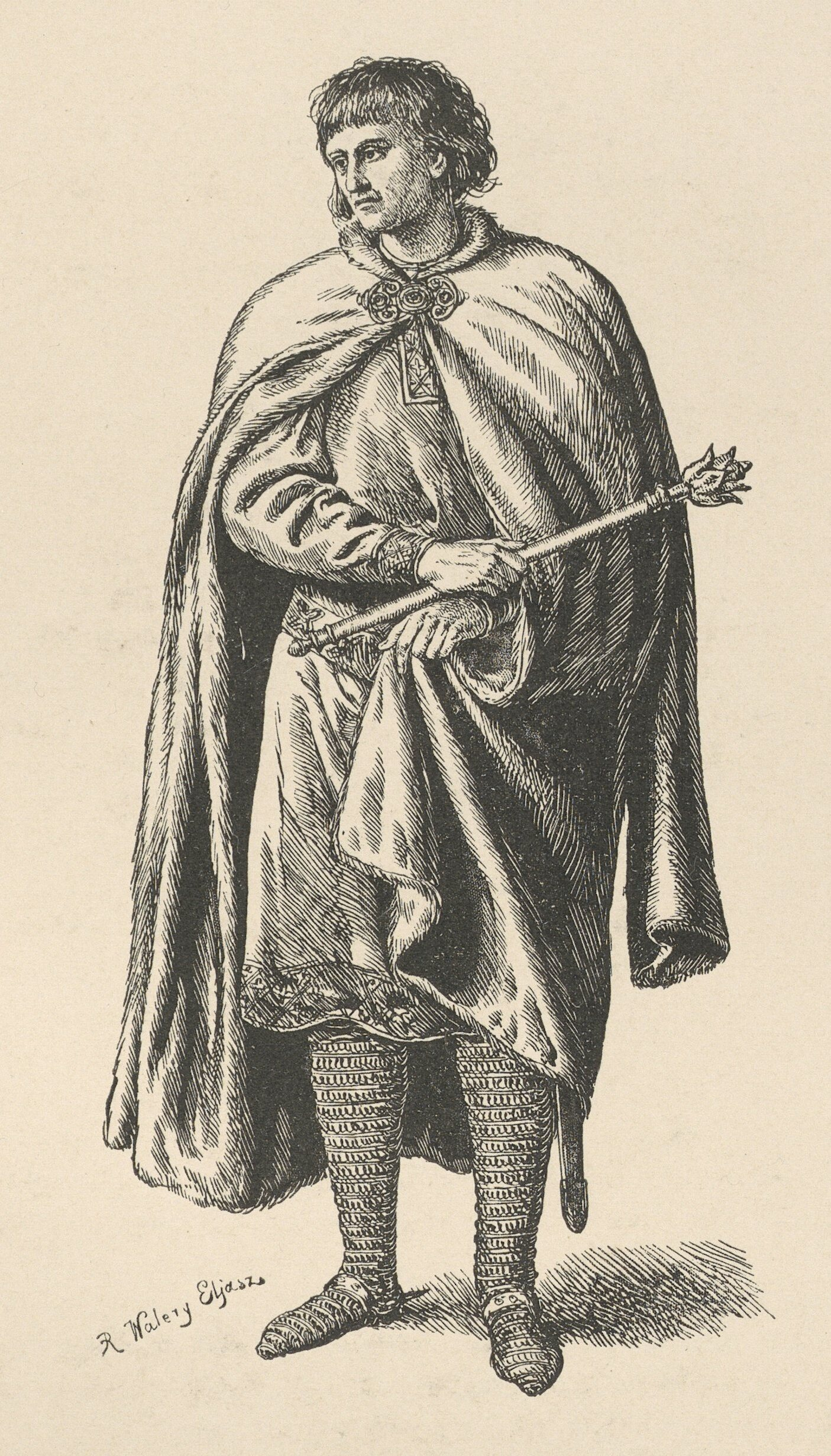
Władysław III

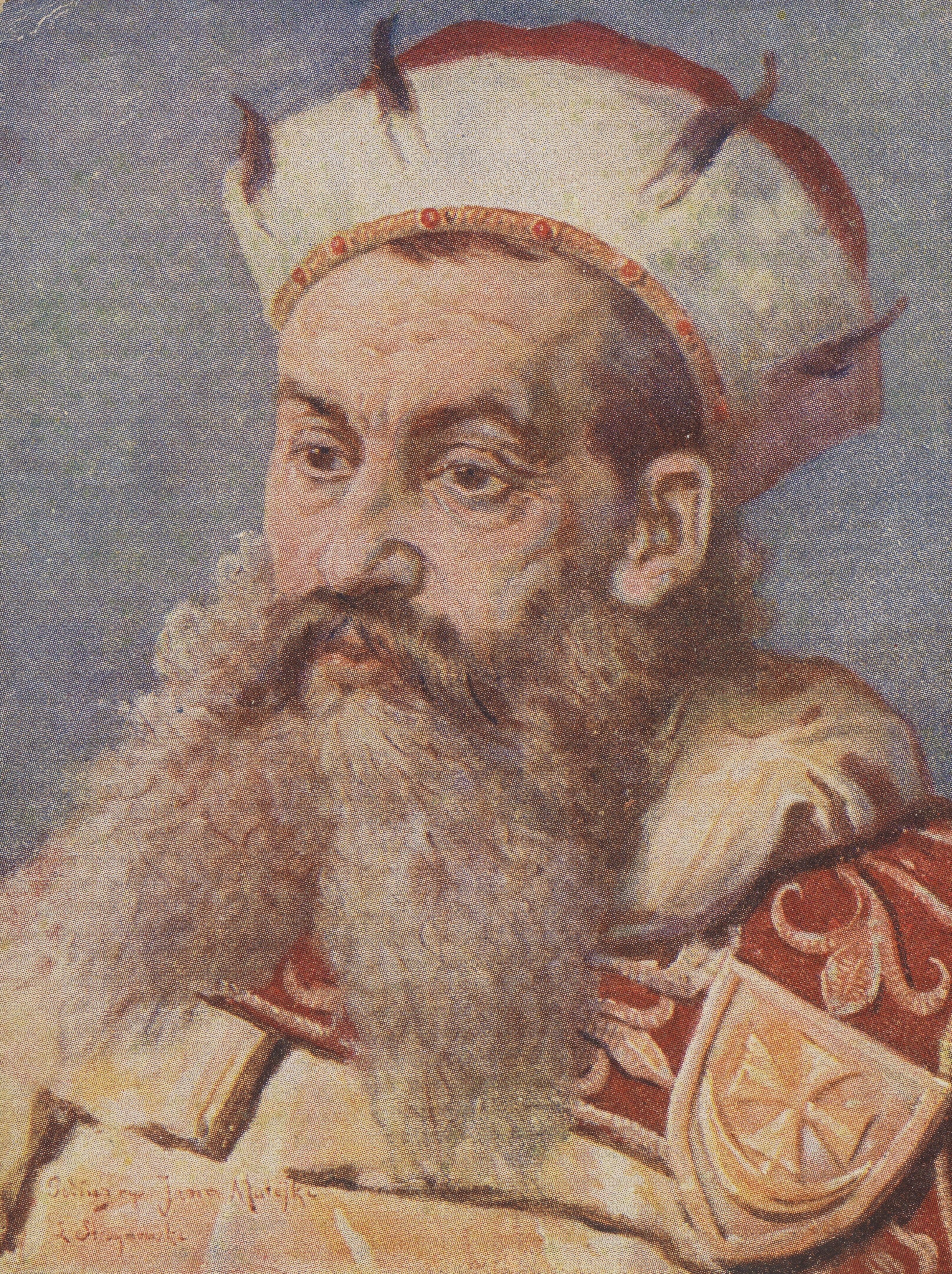
Henry the Bearded

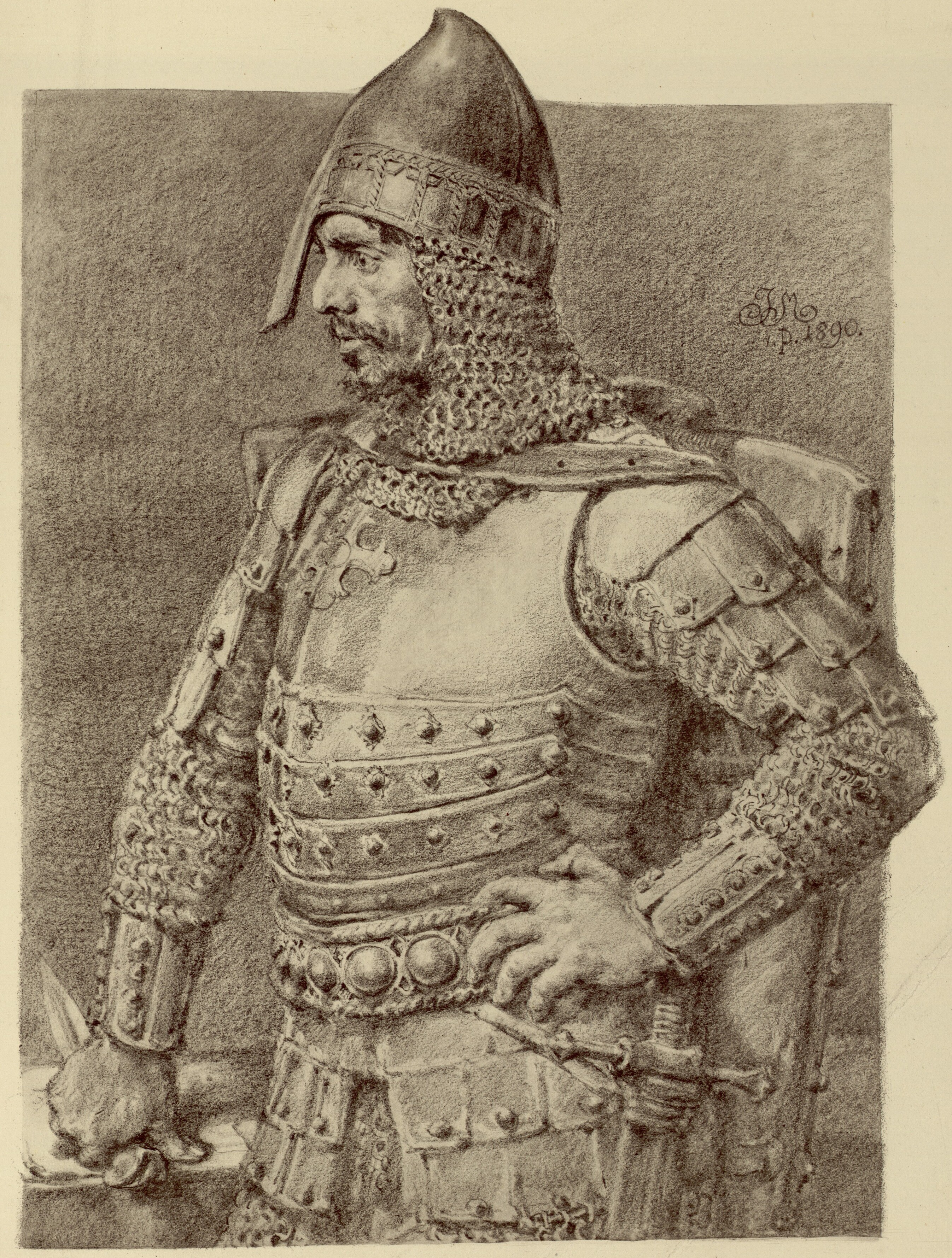
Konrad I

- Władysław III (tại vị:1202–1206, phục vị:1227–1228, tái phục vị:1230)

Năm 1202, Mieszko III chết, điều này giúp Władysław III Laskonogi, người đã được chuẩn bị kỹ lưỡng, có thể tiếp quản các Chính phủ ở Greater Ba Lan mà không gặp vấn đề gì. Cũng tại Małopolska, nhờ sự hỗ trợ của voivode Krakow Mikołaj, Mieszkowice trẻ nhất đã giành được ngai vàng Kraków một cách suôn sẻ. Con trai lớn của Kazimierz, Leszek Biały là ứng cử viên cho Cracow. Tuy nhiên, lời đề nghị đã sụp đổ, bởi vì Công tước Sandomierz dựa trên sự cai trị của ông dựa trên voivode Goworek, một kẻ thù hung dữ của nhóm tập trung xung quanh Nicholas. Władysław Laskonogi vẫn ở trên ngai vàng Krakow trong bốn năm, cho đến năm 1206, khi Leszek Biały trở về thủ đô sau cái chết của người ủng hộ hàng đầu của người cai trị Wielkopolska, voivode của Mikołaj. Lý do của cuộc nổi loạn là sự thực thi cứng rắn các quyền của hoàng tử đối với quyền lực và sự chú ý của hoàng tử ở Pomerania. Năm 1227, trong đại hội của các hoàng tử trên toàn quốc được tổ chức ở biên giới Kujawy và Wielkopolska ở Gasawa, Leszek Biały bị giết chết, Władysław III Laskonogi nhân cơ hội tuyên bố giành lại ngai vàng lần thứ hai, điều này có được là do ông tuân theo thỏa thuận sinh tồn được ký kết từ năm 1217 với Leszek Biały. Thật không may, tình hình địa chính trị của Władysław III sớm xấu đi đáng kể, ông đã quyết định với sự đồng ý của những người cai trị Krakow (chủ yếu cho một giải pháp như vậy là Odrowąże và Gryfici) để trao lại quyền cai trị ở Krakow cho hoàng tử Silesia, Henry the Bearded. Tuy nhiên, họ không được coi là chính phủ có chủ quyền, bởi vì Henry the Bearded chỉ bao gồm thống đốc ở Małopolska. Một sự nhượng bộ từ Laskonogi có lẽ là lời hứa thừa kế toàn bộ sự sụp đổ trong tay các hoàng tử Silesian, cũng là một sự vi phạm các điều khoản có trong Shadow, nơi hoàng tử là người kế vị của con trai của Leszek Bialystok. Năm 1228, Władysław III được thay thế bởi Henry the Bearded, ông bị lưu đày ở Raciborz cho đến năm 1230 thì trốn thoát để lên ngôi lần thứ tư.
- Henry the Bearded (tại vị:1228–1229, phục vị:1232–1238)

Năm 1929, Konrad I, người cai trị Mazovia chiến thắng cuộc chiến tranh với Henryk the Bearded, nghiễm nhiên trở thành người cầm quyền tại Kraków. Năm 1230, Władysław III sau giai đoạn bị lưu đày ở Raciborz đã quay về phục vị. Nhưng Władysław III đột ngột qua đời, bị giết bởi một cô gái người Đức mà ông này cố gắng hãm hiếp, Konrad I lập tức tiến quân chiếm lĩnh Kraków. Năm 1232, Henry the Bearded tổ chức đánh nhau to với Konrad I nhằm giành lại quyền lực, Konrad I không có ý định từ chức mà không chiến đấu, nhưng lần này chống lại sự ủng hộ phổ biến của Małopolska vì quyền lực của Henryk, nên hoàng tử Mazovian cuối cùng đã bị loại khỏi phần lớn khu vực của quận.
- Konrad I (tại vị:1229–1230, phục vị:1230–1232, tái phục vị:1241–1243)

Năm 1230, Konrad I không giữ được ngai vàng bởi sự trở về của Władysław III, nhưng cái chết bất ngờ của Władysław III khiến ông chẳng tốn nhiều công sức đã phục bích một cách chóng vánh. Tuy nhiên, năm 1232 ông lại mất ngôi lần nữa bởi Henry the Bearded. Năm 1241, con trai và người thừa kế của Henry the Bearded, Henry II the Pious, đã chết trong Trận chiến Legnica. Konrad I, trước tin tức về những sự kiện này, đã thực hiện nỗ lực để lần thứ ba làm chủ Cracow, kết quả ông vấp phải những cuộc phản kháng quyết liệt, chung cuộc ông thất bại vào năm 1243 nên buộc phải rút về Sieradz.

## Đại công quốc Lietuva
- Władysław II Jagiełło (tại vị:1377–1381, phục vị:1382–1386)

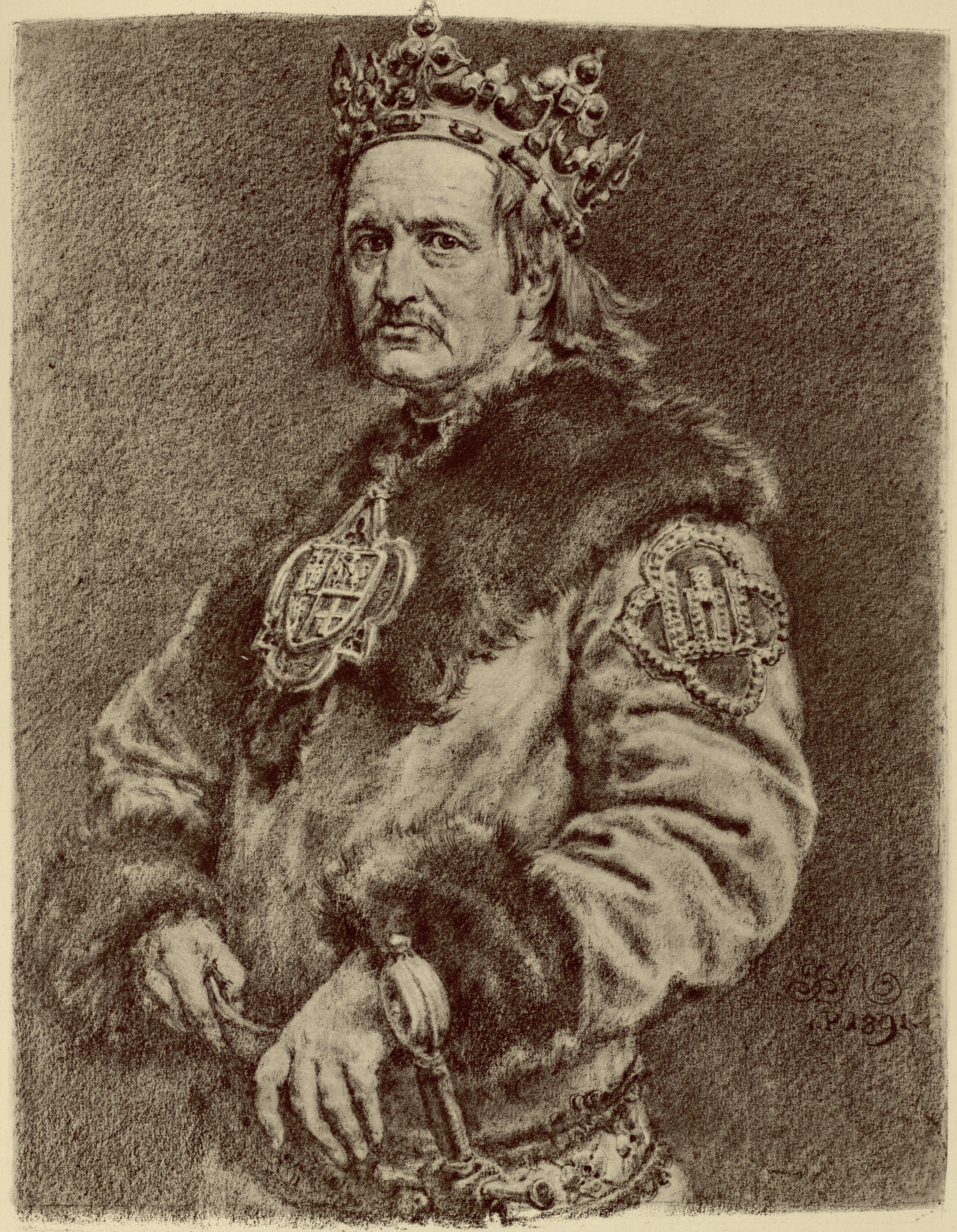
Władysław II Jagiełło

Năm 1381, người chú ruột của đại công Władysław II Jagiełło là Kiejstut đã kích động cuộc nổi dậy ở Połock chống lại Skirgiełło, người anh trai của Władysław II Jagiełło. Lợi dung khi Władysław II Jagiełło vắng mặt, Kiejstut chiếm ngôi Đại công tước Litva, vị tân công tước mới đã ra lệnh bắt giam Władysław II Jagiełło, tử hình viên cố vấn Vaidila. Để được tự do, Władysław II Jagiełło tuyên bố trung thành với chú và được phóng thích, ông đã nhận được sự đồng thuận của Krewo và Vitebsk, trong khi Kiejstut đang mải mê chiến đấu chống lại Hiệp sĩ Teuton. Năm 1382, Kestutis bắt đầu cuộc đấu tranh chống lại Dmitry Korybut của Nowogród Siewierski, Witold đến Trakai và Jogaila tiến đến Vilnius với sự giúp đỡ của đội quân khởi nghĩa do Hanul dẫn đầu. Nhân dân Lithuania vốn không hài lòng với chính sách thương mại của Kestutis, nhất là thương mại với vùng Livonia nên đã ủng hộ Władysław II Jagiełło lên ngai vàng. Władysław II Jagiełło chủ động khởi sự đàm phán với Kiejstut, nhưng khi Kiejstut và con trai Witold đến trại của ông để đàm phán, tất cả đã bị bắt lại hết và bị giam ở lâu đài Krewa, quân đội bị giải tán. Năm ngày sau ki bị giam giữ, Kiejstut đã được Skirgiello tìm thấy là đã chết, Władysław II Jagiełło tổ chức lễ tang cho người chú rất lớn ở Vilnius, rồi đăng cơ làm đại công lần thứ hai.
- Švitrigaila (tại vị:1430–1432, phục vị:1440)

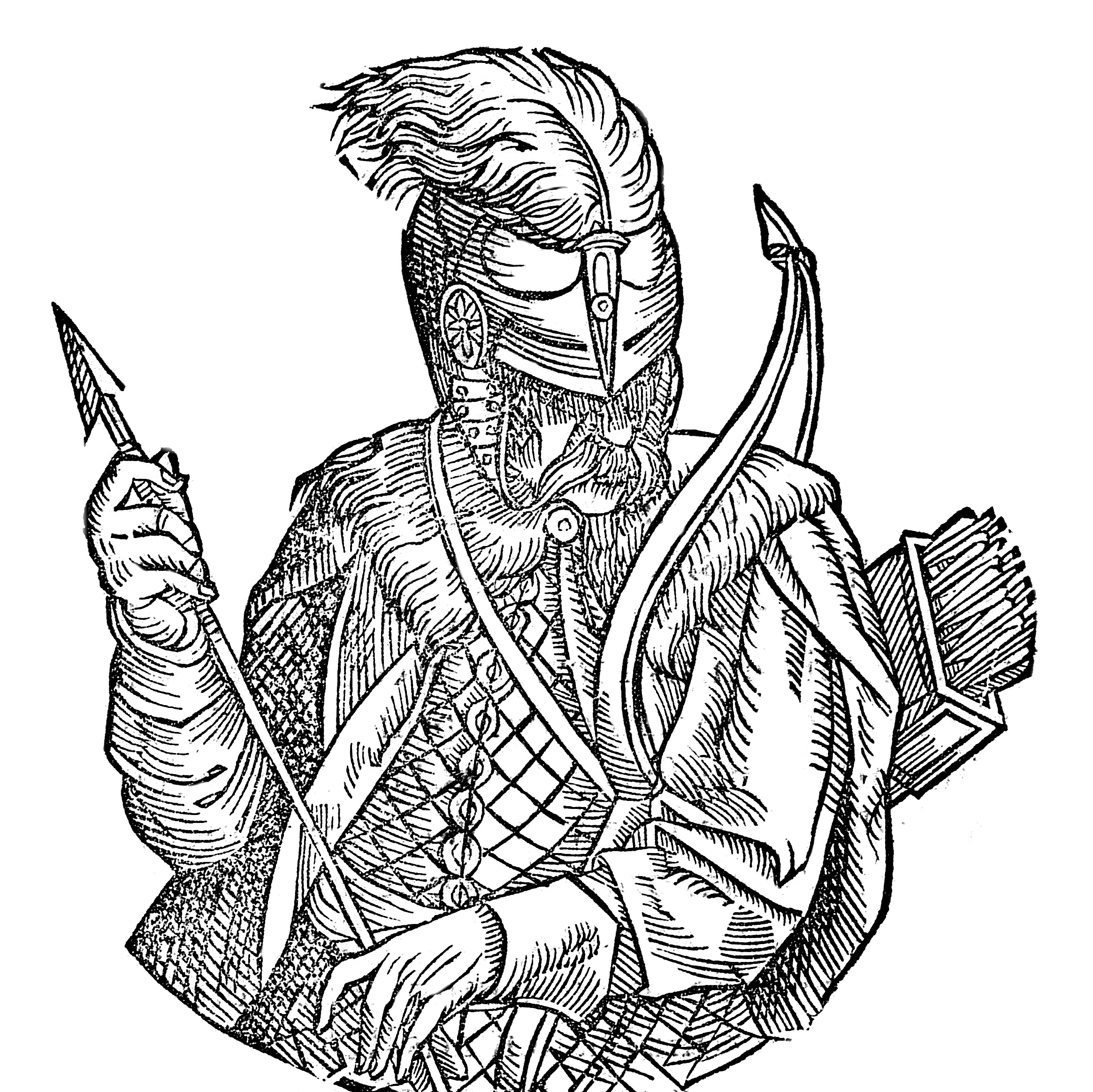
Švitrigaila

Năm 1432, những kẻ âm mưu dẫn đầu bởi Sigismund Kęstuta, đã tấn công Švitrigaila lúc bấy giờ đang ở Ashmyany, ông đã trốn thoát đến Polotsk. Litva được chia thành hai phe: những người ủng hộ Sigismund Kęstuta ở phía tây, còn những người ủng hộ Švitrigaila ở phía đông. Ba năm chiến sự tàn phá bắt đầu, Švitrigaila tranh thủ sự giúp đỡ từ Sayid Ahmad I, Khan của Golden Horde. Cả hai bên đều chịu tổn thất nặng nề nhưng chiến thắng cuối cùng trong trận Pabaiskas đã đến với Sigismund Kęstuta năm 1435. Sau thất bại, Švitrigaila lại chạy sang Polotsk, mất đi tầm ảnh hưởng của mình trong các quốc gia Slav, ông đã cố gắng hòa giải với Ba Lan vào năm 1437: ông sẽ cai trị những vùng đất vẫn còn hỗ trợ ông và sau khi ông qua đời, các lãnh thổ sẽ được chuyển cho quốc vương Ba Lan. Tuy nhiên, Thượng viện Ba Lan đã không phê chuẩn hiệp ước này dưới sự phản đối mạnh mẽ từ Sigismund Kęstuta, Švitrigaila đành rút lui về Wallachia vào năm 1438. Năm 1440, Sigismund Kęstuta bị ám sát bởi những quý tộc ủng hộ Švitrigaila, ông tuy trở lại ngai vàng nhưng chỉ cai trị trong vòng vài tháng, bởi ở độ tuổi ngót 80 do ông đã quá già để tiếp tục cuộc đấu tranh giành ngai vàng Litva và quan trọng hơn là không có sự hỗ trợ nào từ Hội đồng Lãnh chúa do Jonas Goštautas lãnh đạo, nên chẳng bao lâu họ đã bầu Casimir Jagiellon, anh trai của vua Ba Lan Władysław III làm Đại công tước.

## Công quốcSamogitia
- Mykolas Kęsgaila (tại vị:1412–1432, phục vị:1440–1441, tái phục vị:1443–1450)

Năm 1432, khi Sigismund Kęstuta lên làm đại công ở Litva, Mykolas Kęsgaila lập tức bị phế trừ và cầm tù. Trước đó, do ông ủng hộ Švitrigaila mà chống đối Sigismund Kęstuta nên ông này ghi hận trong lòng, nên khi nắm đại quyền mới có hành động như vậy. Sigismund Kęstuta cố gắng củng cố vị trí của mình ở Litva, nới lỏng mối quan hệ với Ba Lan và đàm phán với Albert của Hungary (cũng là vua Đức) cho một liên minh chống Ba Lan, nhưng chưa kịp thực hiện thì đã bị giết bởi những người ủng hộ Vitrigaila (lãnh đạo của Alexander Czartoryski) tại lâu đài bán đảo Trakai vào năm 1440. Sau vụ giết Sigismund Kęstuta, Mykolas Kęsgaila là một trong số những người ủng hộ Casimir IV Jagiellon cho ngai vàng của Đại công tước. Để được hỗ trợ như vậy, ông được phục hồi làm công tước Samogitia, nhưng người dân Samogitia không muốn công nhận quyền lực của Casimir IV Jagiellon. Như một sự thỏa hiệp, Casimir IV Jagiellon đã trao một đặc quyền khẳng định vị thế bán tự trị của khu vực và trao các quyền tự do mới cho các quý tộc, Mykolas Kęsgaila đã có thể trở lại ngôi vị. Nhưng năm 1441, khi ông ủng hộ ứng cử viên của con trai Kazimierz Kazimieras trong Đại công tước Litva, những người ủng hộ Mykolas ygimanta buộc ông phải từ bỏ chức vụ của mình như một người lớn tuổi. Chỉ đến khi Kazimieras trao đặc quyền mới cho Samogitia năm 1443, Mykolas Kęsgaila một lần nữa được đề bạt làm công tước, ông cũng kiêm giữ luôn vị trí của Vilnius Cassion vào cùng thời điểm này.

## Liên bang Ba Lan – Litva

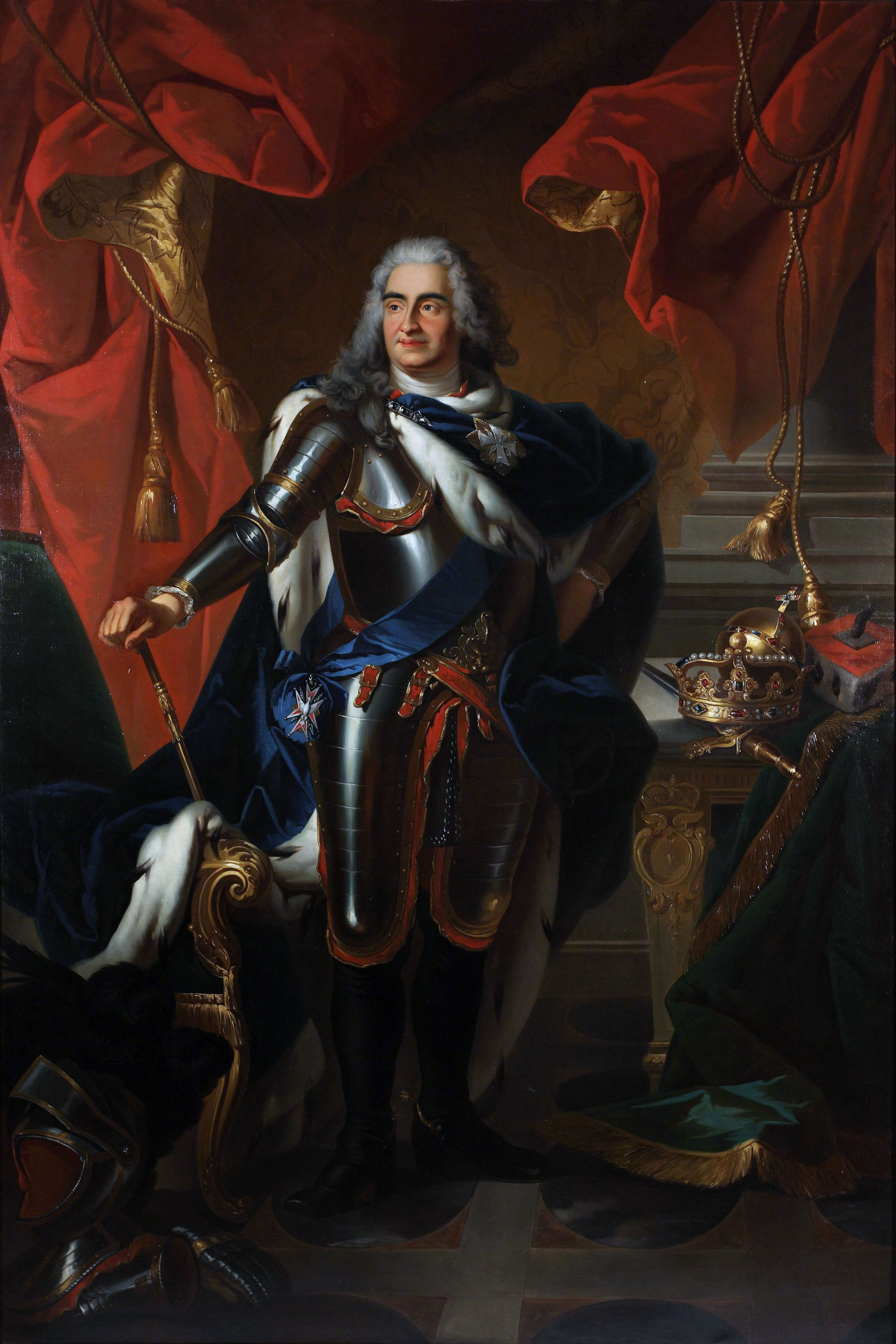
August II

- August II (tại vị:1694–1706, phục vị:1709–1733)

Năm 1704, do August II tham gia vào cuộc chiến tranh quá lâu với đế quốc Thụy Điển, bị thất bại nghiêm trọng. Vua Thụy Điển Karl XII (cũng là người em họ của August II) nghĩ rằng August II sẽ an toàn ở ngôi vị hơn nếu cử một người lên "giữ hộ" ngai vàng của anh họ mình, và Karl XII chọn Stanisław Leszczyński lên ngôi vua Ba Lan – Litva. August II thất thế chạy trốn tới xứ Sachsen, bị ép phải tham gia chiến tranh cùng Thụy Điển chống Nga, ông không chấp nhận và diễn biến cuộc nội chiến ở Ba Lan (1704-1706) cùng chiến dịch Grodno (1705-1706) đã gây bất lợi cho August II. Sau trận đánh Fraustadt năm 1706, Karl XII xâm chiếm Saxon, buộc August II chính thức chuyển giao quyền lực chính trị Ba Lan cho Stanisław Leszczyński theo Hiệp ước Altranstädt. Ít lâu sau, sa hoàng Nga Pyotr I cải cách quân đội và nhanh chóng đánh bại quân Thụy Điển trong trận Poltava năm 1709, sự kiện trên đánh dấu sự kết thúc của đế quốc Thụy Điển và sự nổi lên của đế quốc Nga, August II nhờ vậy trở lại ngôi vua Ba Lan - Litva.
- Stanisław Leszczyński (tại vị:1704–1709, phục vị:1733–1736)

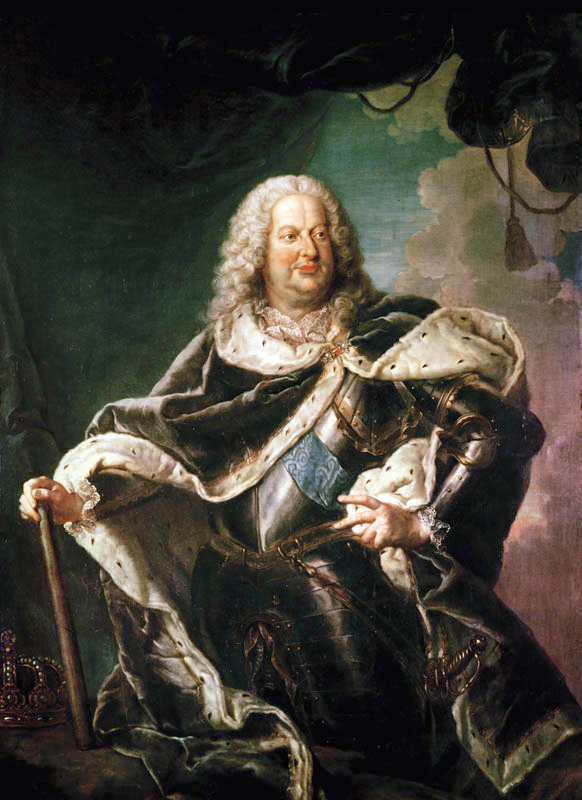
Stanisław Leszczyński

Năm 1709, sau khi đánh tan đế quốc Thụy Điển, người Nga đưa August II về phục vị, Stanisław Leszczyński phải theo gót tàn quân của tướng Krassow trong cuộc thoái lui tới Pomerania thuộc đế quốc Thụy Điển, tuy ông đã từ bỏ vương miện Ba Lan - Litva nhưng vẫn cố giữ vương hiệu. Năm 1716, một nhà quý tộc người Sachsen là Lacroix từng tiến hành ám sát cựu vương Stanisław Leszczyński nhưng ông đã được Bá tước Stanisław Poniatowski (cha của Stanisław August Poniatowski, sau này là vua Stanisław II - vị quốc vương cuối cùng của liên bang Ba Lan - Litva) cứu sống. Sau đó, Stanisław Leszczyński định cư ở Wissembourg vùng Grand Est. Năm 1725, con gái ông là công chúa Maria Leszczyńska cưới quốc vương Pháp là Louis XV và được tấn phong làm Hoàng hậu nước Pháp, do đó từ 1725 tới 1733, cựu vương Stanisław Leszczyński cư ngụ ở lâu đài Chambord. Người con rể đầy uy quyền của Stanislaw Leszczyński, vua Louis XV nước Pháp đã ủng hộ ông đòi kế vị ngai vàng Ba Lan - Lítva sau khi vua August II qua đời vào năm 1733, điều đã dẫn tới Chiến tranh kế vị Ba Lan. Vốn từ thời vua Louis XV, Vương quốc Pháp đã trở thành một đồng minh đồng thời là người bảo hộ của Vương quốc Ba Lan, và giờ đây vua Louis XV muốn khôi phục lại những mối quan hệ xưa cũ này. Stanisław Leszczyński đặt chân tới kinh thành Warsaw, sau khi đã rong ruổi qua miền Trung Âu nhiều ngày đêm cải trang thành một người đánh xe, những ngày sau đó, bất chấp nhiều phản đối, ông đã đăng quang ngôi vua của Ba Lan - Lítva lần thứ hai. Trong suốt thời gian làm vua Ba Lan - Litva lần thứ hai, ngôi vị của Stanisław Leszczyński không hề yên ổn bởi đế quốc Nga đem binh sang ủng hộ August III, kết quả ông phải thoái vị một lần nữa vào năm 1736 nhưng được đền bù công quốc Lorraine và Bar, ông giữ vị trí đó cho đến hết đời.

## Công quốc Courland và Semigallia
- Ernst Johann Biron (tại vị:1737–1740, phục vị:1763–1769)

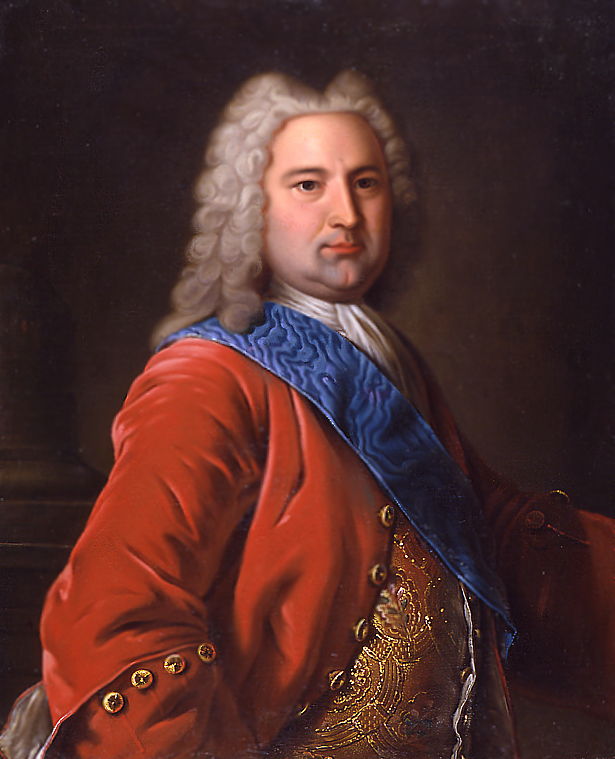
Ernst Johann Biron

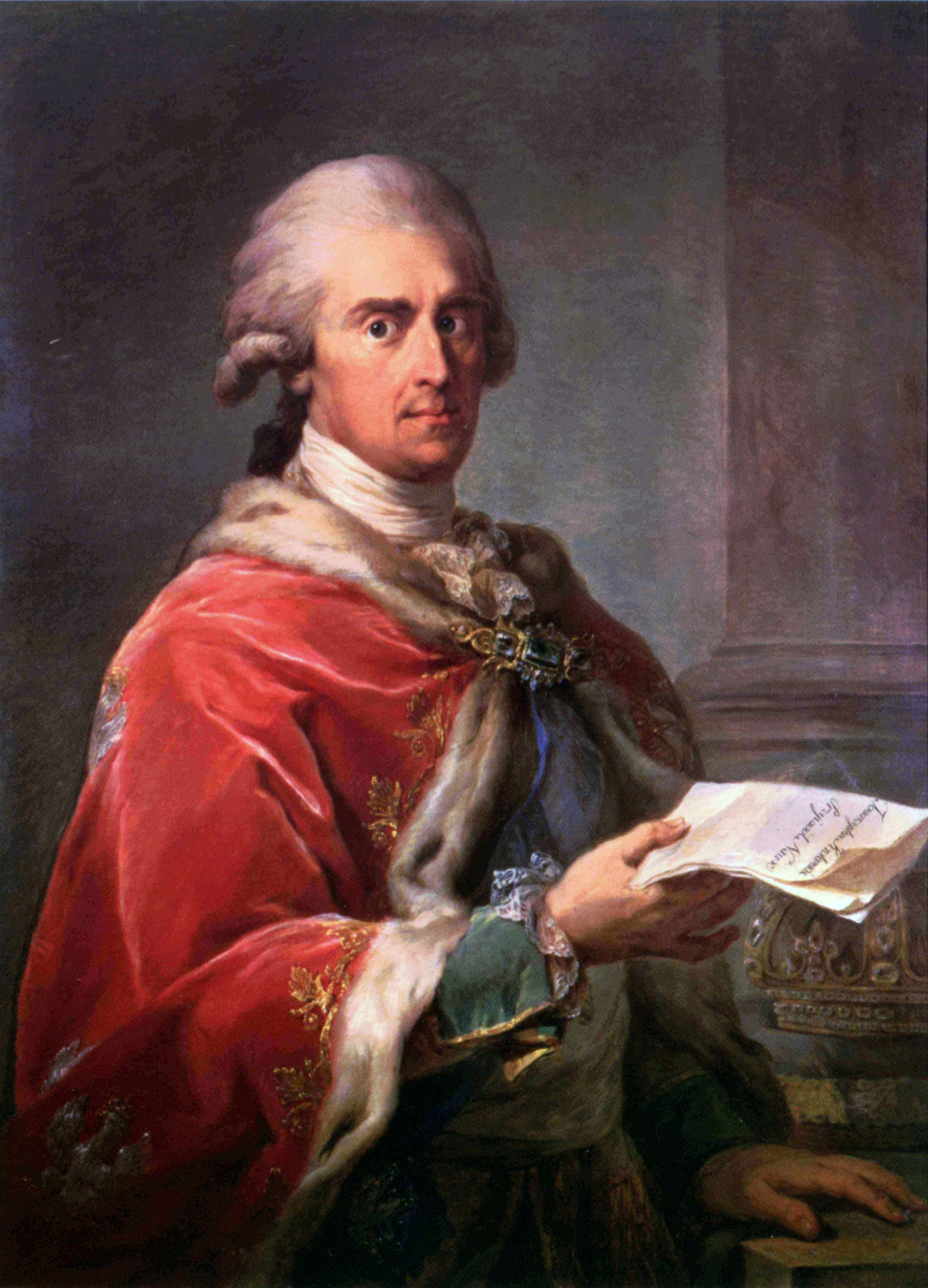
Frederick Augustus I

Năm 1740, Ernst Johann Biron rời bỏ ngôi vị công tước xứ Courland và Semigallia để sang Nga làm nhiếp chính, ông vốn là người yêu cũ của nữ hoàng Anna. Nguyên nhân là do nữ hoàng Nga Anna qua đời, người cháu trai được tuyên bố là hoàng đế Ivan VI mới có hai tháng tuổi. Bà có di chiếu mời người yêu đồng thời cũng là cố vấn lâu năm của bà, Ernst Johann von Biron sẽ phục vụ như một nhiếp chính cho đến khi Ivan đủ tuổi trưởng thành. Cuối cùng, một cái gọi là Tuyên bố tích cực, có chữ ký của 194 vị chức sắc, nhân danh quốc gia Nga, đã trao vương quyền cho Ernst Johann Biron. Tuy nhiên, ý tưởng về sức mạnh của Ernst Johann Biron không thể chấp nhận được đối với cha mẹ của Ivan IV hoặc với hầu hết giới quý tộc Nga. Bởi trong những năm làm người yêu của Anna, ông đã tạo ra nhiều kẻ thù và cực kỳ không được ưa chuộng tại xứ sở bạch dương này, thế nên chỉ trong vòng ba tuần, cha của Ivan IV đã lập tức tiến hành việc lật đổ Ernst Johann Biron. Vào nửa đêm ngày 8/11/1740, Ernst Johann Biron đã bị bắt giữ trong phòng ngủ của ông bởi các thành viên của cặp vợ chồng hoàng gia và bị đày đến Tây Bá Lợi Á (sau đó được phép cư trú tại Yaroslavl). Suốt 22 năm, cựu công tước gần như biến mất khỏi những nơi cao xa nhất của lịch sử, nhưng ông tái xuất hiện trong một khoảnh khắc ngắn ngủi vào năm 1762, khi hoàng đế Peter III triệu tập ông hồi kinh, để rồi đến năm 1763, nữ hoàng Catherine II đưa ra quyết định tái lập Ernst Johann Biron làm công tước Courland và Semigallia.

## Vương quốcSachsen
- Frederick Augustus I (tại vị:1806–1813, phục vị:1815–1827)

Năm 1813, trong trận chiến tại Leipzig, quốc vương Sachsen kiêm công tước xứ Warsaw Frederick Augustus I (tên đầy đủ là Frederick Augustus Joseph Maria Anthony John Nepomuk Aactsius Xavier) bị quân đội Phổ bắt làm tù binh. Ông là thành viên của Nhà Wettin, đồng minh thân cận của hoàng đế Pháp Napoléon đệ nhất, trước đây từng trị vì Sachsen từ năm 1763 đến 1806 với danh hiệu Tuyển hầu tước trước khi thụ phong quốc vương. Tại Hội nghị Vienna năm 1815, Frederick Augustus I bị ép phải cắt mất ba phần năm lãnh thổ của mình cho Phổ, sau khi được thả về nước khôi phục địa vị, ông dành phần còn lại của cuộc đời để cố gắng phục hồi trạng thái bị cắt cụt của mình.